# Campeonato Mundial de Balonmano a 11 Femenino
El Campeonato Mundial de Balonmano al Aire Libre Femenino fue una competición internacional en la modalidad de balonmano a 11 entre selecciones nacionales femeninas, organizado por la Federación Internacional de Balonmano (IHF). Entre 1949 y 1960 se celebraron tres ediciones al aire libre del Campeonato Mundial, obteniendo el triunfo en la primera edición Hungría y en las dos restantes Rumania.

## Ediciones
| N.º | Año  | Sede         | Oro     | Plata   | Bronce         |
| --- | ---- | ------------ | ------- | ------- | -------------- |
| I   | 1949 | Hungría      | Hungría | Austria | Checoslovaquia |
| II  | 1956 | Alemania     | Rumania | RFA     | Hungría        |
| III | 1960 | Países Bajos | Rumania | Austria | RFA            |